# 알렉산드라 레
알렉산드라 게오르기예브나 레(러시아어: Алекса́ндра Гео́ргиевна Ле, 2004년 5월 3일~)는 카자흐스탄의 사격 선수로 주 종목은 소총이다. 2024년 하계 올림픽 10m 공기소총 혼성전 종목에서 동메달을 획득했다.

## 경력
2004년 알마티에서 태어났으며 아버지는 한국계, 어머니는 우크라이나계이다.
2022년에 카자흐스탄 사격 국가대표로 발탁되었으며 그 해 2월 이집트 카이로에서 열린 월드컵 대회에 참가했다. 2023년 9월에는 중국 항저우에서 열린 2022년 아시안 게임에서 이슬람 삿파예프와 함께 10m 공기소총 혼성전 동메달을 획득했다.
2024년 7월 프랑스 파리에서 열린 2024년 하계 올림픽에서 삿파예프와 함께 10m 공기소총 혼성전 종목에서 동메달을 획득했다.

## 개인사
남편인 마트베이 티모페예프도 카자흐스탄 국가대표 사격 선수이다.